# Northport (Washington)
Northport és una població dels Estats Units a l'estat de Washington. Segons el cens del 2000 tenia 336 habitants.

## Demografia
Segons el cens del 2000, Northport tenia 336 habitants, 151 habitatges, i 83 famílies. La densitat de població era de 227,6 habitants per km².
Dels 151 habitatges en un 22,5% hi vivien nens de menys de 18 anys, en un 47% hi vivien parelles casades, en un 5,3% dones solteres, i en un 44,4% no eren unitats familiars. En el 36,4% dels habitatges hi vivien persones soles el 12,6% de les quals corresponia a persones de 65 anys o més que vivien soles. El nombre mitjà de persones vivint en cada habitatge era de 2,23 i el nombre mitjà de persones que vivien en cada família era de 3,01.
Per edats la població es repartia de la següent manera: un 25% tenia menys de 18 anys, un 5,7% entre 18 i 24, un 22% entre 25 i 44, un 30,1% de 45 a 60 i un 17,3% 65 anys o més.
L'edat mediana era de 43 anys. Per cada 100 dones de 18 o més anys hi havia 95,3 homes.
La renda mediana per habitatge era de 21.719 $ i la renda mediana per família de 26.875 $. Els homes tenien una renda mediana de 28.929 $ mentre que les dones 16.000 $. La renda per capita de la població era d'11.679 $. Aproximadament el 15,9% de les famílies i el 27,7% de la població estaven per davall del llindar de pobresa.

## Poblacions més properes
El següent diagrama mostra les poblacions més properes.